# Broekkant (Laarbeek)
Broekkant is een buurtschap  in het buitengebied van de voormalige gemeente Beek en Donk, nu deel van de gemeente Laarbeek in de Nederlandse provincie Noord-Brabant. De buurtschap is gelegen ten oosten van de bebouwde kom van Beek en Donk en wordt doorsneden door de Provinciale weg N272, ter plaatse Gemertseweg genaamd. Broekkant bestaat uit een dozijn boerderijen op de laatste hoogte voor het Broek, gezien vanuit Donk, bijna uitsluitend langs één straat.
De buurtschap is ontstaan in de 14e en 15e eeuw. De bewoning van een oude nederzetting op een hoger deel van het dekzandlandschap, rond de huidige Oude Toren, breidde zich in die tijd uit naar lager gelegen delen, waaronder de Broekkant.
Hoofdplaats: Beek en Donk      Dorpen: Aarle-Rixtel · Lieshout · Mariahout

Buurtschappen: Achterbosch · Asdonk · Beemdkant · Bemmer · Broek · Broekkant · Deense Hoek · Donkersvoort · Ginderdoor · Groenewoud · Heereind · Hei · Heikant · 't Hof · Hool · Karstraat · Laar · Strijp

Noord-Brabant: Steden en dorpen      Nederland: Provincies · Gemeenten